# Шапка железная
Ша́пка желе́зная — термин, используемый в царстве Русском в XVI—XVII веках для обозначения разновидности шлемов. Вопрос о том, соответствовал ли он какому-либо конкретному конструктивному типу шлемов, и, если соответствовал, то какому, является дискуссионным.
Впервые упоминается в 1555 году на вооружении поместной конницы.

## Историография
Согласно А. В. Висковатову, понятие «шапка железная» было общим для разного вида невысоких шлемов, не имевших дополнительных защитных элементов. Они использовались наиболее бедными воинами, будучи одними из самых простых и дешёвых защитных наголовий.
А. Н. Кирпичников упоминает «шапки» в контексте эволюции русского защитного вооружения. Начиная со второй половины XII века на Руси использовалось 2 основных конструктивных типа шлемов: высокие сфероконические, которые в письменных источниках XVI—XVII веков обозначались термином «шелом», и низкие куполовидные, которые, согласно Кирпичникову, были известны под названием «шишак». В середине XVI века под влиянием шишаков распространяются железные шапки, имевшие полусферическую форму. К началу XVII века шишаки и «шапки» полностью вытесняют высокий сфероконический тип шлема.
О. В. Шиндлер на основании анализа письменных источников — десятен и описей приходит к выводу, что термин «шишак» в XVI веке для обозначения русских шлемов не употреблялся. Основными терминами, обозначавшими шлемы, были «шелом» и «шапка». Чаще всего упоминаются «шапки железные», которые, по мнению Шиндлера, представляли собой невысокие куполовидные шлемы — «шишаки» по терминологии А. Н. Кирпичникова. Шишаки, в свою очередь, представлял собой шлемы западного образца, которые получают на Руси распространение с начала XVII века. Согласно десятням, шеломы, шапки железные, а также «шапки турские» и мисюрки считались полноценными шлемами, в отличие от «шапок» медных и бумажных. Вместе с тем, Шиндлер отмечает, что термин «шапка» мог использоваться и как общий для обозначения боевого наголовья.
О. В. Комаров отмечает, что сопоставить с «шапками» какой-либо конкретный конструктивный тип шлемов не представляется возможным: в источниках XVI века отсутствуют какие-либо их конструктивные описания, а в источниках XVII века «шапками» называются шлемы совершенно различных типов. Вместе с тем, в десятнях XVI века понятия «шелом» и «шапка железная» строго дифференцированы, что, вероятно, свидетельствует о том, что эти шлемы различали по каким-то признакам. При этом «шапка» была в среднем менее статусной, чем «шелом».